# ミッチ・ダニエルズ
ミッチ・ダニエルズ（本名：ミッシェル・エリアス・"ミッチ"・ダニエルズ・ジュニア、英語：Mitchell Elias "Mitch" Daniels, Jr.、1949年4月7日 - ）は、アメリカ合衆国の政治家。元連邦政府行政管理予算局長、第49代インディアナ州知事を務めた。現在はパデュー大学の学長である。

## 経歴
1949年4月7日にペンシルベニア州モノンガヒーラで、シリア系キリスト教徒の移民の血を引く父のミッチ・ダニエルズ・シニアと、母のドロシー・ウィルクス・ダニエルズの間に誕生した。幼少期はテネシー州・ジョージア州など、3州を行き来しながら過ごす。1959年に製薬会社に勤める父の仕事の都合でペンシルベニア州からインディアナ州に引っ越した。1967年にインディアナポリスのノースセントラル高等学校をトップの成績で卒業した。リンドン・ジョンソン大統領からその年のインディアナ州の大統領奨学生に命名されている。1971年にプリンストン大学ウッドローウイルソン・スクールから優秀な成績で卒業。学士号を取得した。インディアナ大学ロバート・H・マッキニー・ロースクールを経て、1979年にジョージタウン大学ローセンターで法務博士の学位も取得した。
1968年に共和党の候補として上院議員に立候補したウィリアム・ラッケルズハウスの選挙事務局で働いたのが初めての政治活動となった。落選後にラッケルズハウスの口利きで、当時のインディアナポリスのリチャード・ルーガー市長の事務所でインターンとして務めることになる。1971年にルーガー再選の為の選挙運動に参加後に市長の事務局の一員となり、3年後にはメイン･アシスタントとなった。
1976年にルーガーが上院に当選すると、首席補佐官としてワシントンD.C.に同行。1977年から1982年までルーガーの元で務めた。その間にアメリカ合衆国国立公園局に勤め、4人の娘を持つシェリー・ハーマンと出会い、1978年に結婚（1993年に一度離婚するも、1997年に再婚している）。1983年にルーガーが全米共和党上院委員会（NRSC）の委員長に選ばれると、ダニエルズは理事に任命され、1年間その地位を務めた。1985年8月にロナルド・レーガン大統領の主任政治顧問とリエゾンとなり、レーガン政権下で働いた。
1987年にハドソン研究所のCEOとしてインディアナ州に戻った。1988年にダン・クエールが副大統領に選ばれると、インディアナ州のロバート・オア州知事はその為に空席となった上院の席にダニエルズを任命すると申し出たが、ダニエルズは家族との離れて過ごすのを嫌い断った。
1990年より製薬会社のイーライリリー・アンド・カンパニーに勤め、1997年から2001年まで副社長だった。また同時期に電力会社のインディアナポリス&ライトの取締役の一員としても務めた。
2001年1月にジョージ・W・ブッシュ大統領からアメリカ合衆国行政管理予算局長官に任命され、2003年6月までその役を務めた。長官としては、アメリカ国家安全保障会議とアメリカ国土安全保障会議にもメンバーとして参加している。
2004年にインディアナ州知事に当選した。2012年アメリカ合衆国大統領選挙の共和党予備選挙で幅広い支持が期待できる有力候補と期待されていたが、大統領選挙に出馬しない意向を表明した。
1970年にはプリンストン大学在籍中の時に2人のルームメイトと共に、マリファナとLSDを所有したとして逮捕された事もある。司法取引でマリファナ所持による一般的に迷惑をかけたと罪を認め、350ドルの罰金を科されている。それは「当然の報いだった」と2011年にザ・デイリー・プリンストン紙に語っており、インディアナポリス・スター、ワシントン・ポストなどのインタビューでもこの過去を認めている。
インディアナ州法により連続3期の州知事職を務めることはできないため、2013年1月に同じ共和党で有力連邦下院議員だったマイク・ペンスに州知事職を引き継いで退任した。退任後はパデュー大学の学長に就任した。
2017年4月に旭日重光章を受章した。